# Філіп Дибвіг
Філіп Х. Дибвіг (англ. Philip H. Dybvig, (22 травня 1955 , Ґейнсвілл, Флорида )) — американський економіст. Він є професором банківської справи та фінансів у бізнес-школі Оліна Вашингтонського університету в Сент-Луїсі. Дибвіг був удостоєний Премії з економіки пам'яті Альфреда Нобеля 2022 разом з Беном Бернанке і Дугласом Даймондом «за дослідження банків та фінансових криз».
Дибвіг спеціалізується на оцінці активів, інвестиціях та корпоративному управлінні. Раніше він був професором Єльського університету та доцентом Прінстонського університету. Дибвіг був президентом Західної фінансової асоціації з 2002 по 2003 рік, а також був редактором або помічником редактора декількох журналів, включаючи Review of Financial Studies, Journal of Economic Theory, Finance and Stochastics, Journal of Finance, Journal of Financial Intermediation, Journal Financial and Quantitative Analysis і Review of Financial Studies.
Дибвіг відомий своєю роботою з Дугласом Даймондом над моделлю банківської паніки Даймонда-Дибвіга.